# Anielino
Anielino [aɲeˈlinɔ] (tiếng Đức: Dorotheenhof) là một ngôi làng thuộc khu hành chính của Gmina Dobra, thuộc quận Łobez, West Pomeranian Voivodeship, ở phía tây bắc Ba Lan.